# Макарезос, Николаос
Никола́ос Макаре́зос (греч. Νικόλαος Μακαρέζος; 1919, Гравья — 3 августа 2009, Афины) — греческий военный деятель, один из лидеров греческой хунты «чёрных полковников».
Отличился во время Второй мировой войны. После войны познакомился с полковником Г. Пападопулосом, будущим лидером заговора военных. К ним позднее присоединился бригадный генерал Стилианос Паттакос. Вместе они спланировали и осуществили 21 апреля 1967 г. государственный переворот, отстранив от власти правительство П. Канеллопулоса.
Макарезос занимал должность вице-председателя греческой хунты в 1967—1974 гг., и нёс ответственность за национальную экономику. После падения хунты в 1974 году Макарезос был осуждён за государственную измену и мятеж, приговорён к смерти, которая была заменена позднее на пожизненное заключение.
Макарезос был переведен под домашний арест с 1990 года. Он утверждал, что сожалеет обо многих своих действиях, однако всё ещё гордится экономическими достижениями хунты.